# Alsting
Alsting es una comuna   y población de Francia, en la región de Lorena, departamento de Mosela, en el distrito de Forbach y cantón de Stiring-Wendel.
Su población en el censo de 1999 era de 2.664 habitantes. Su aglomeración urbana se limita a la propia comuna.
Está integrada en la  Communauté d'agglomération de Forbach-Porte de France .

## Demografía
| 1734 | 1905 | 2017 | 2209 | 2574 | 2664 |
| Para los censos de 1962 a 1999 la población legal corresponde a la población sin duplicidades (Fuente: INSEE [Consultar]) |      |      |      |      |      |